# Fédération interuniversitaire de l'enseignement à distance
La Fédération interuniversitaire de l'enseignement à distance (FIED) est une association française loi de 1901 créée en 1987 à l’initiative du ministère de la Recherche et de l’Enseignement Supérieur pour représenter l’enseignement universitaire Français à l’international. 
La FIED rassemble une trentaine d'universités ou établissements d’enseignement supérieur français ou étranger impliqués dans la formation ouverte, en ligne et à distance. Elle représente 55 000 étudiants et propose plus de 500 formations universitaires diplômantes, auxquelles s’adjoignent plus de 300 modules autonomes. 
La FIED propose un annuaire des formations universitaires à distance, ainsi que des ressources pour les candidats (aide à l'orientation, préparation aux études, etc.).

## Histoire
La FIED fut fondée en 1987. Sa création fut impulsée par le ministère de l’Enseignement supérieur en réponse à la création de l’Association européenne des universités à distance (EADTU). La FIED est formée du rassemblement des universités françaises qui, dès les années 1960, proposaient des formations à distance aux étudiants salariés et éloignés. Chantal Acheré relate l’originalité de l’expérience de cette structure, ses avancées, ses stagnations parfois, mais aussi l’espoir que revêt cette forme d’enseignement à distance qui, au fur et à mesure de son existence, a multiplié les formes d’accompagnements pédagogiques, dans un article que l'on peut lire en cliquant sur ce lien.

## Mission
Son objectif est de fédérer les universités proposant un enseignement à distance et en ligne dans un réseau.
Ses principales missions sont de :
- Valoriser les enseignements, les formations à distance, les recherches en matière de FOAD et les nouveaux apprentissages.
- Favoriser les échanges et les rencontres sur le sujet de l’enseignement et de la formation à distance en organisant régulièrement des colloques sur des sujets qui intéressent directement ses adhérents et les aident à améliorer ou développer leur offre de formation ou
- Développer en commun des cours et modules de formation, comme le passeport EAD,  et les services pour ses membres notamment pour l'expérimentation des examens en ligne.
- Mutualiser la veille et l’expertise sur les dispositifs d’enseignement et formation à distance grâce à son Intranet et à l'animation de groupes de travail.
- Représenter la France dans les réseaux internationaux sur l'enseignement à distance : EDEN (European Distance and E-learning Network), ICDE (International Council for Open, and Distance Education)  et l’EADTU (European Association Distance Teaching Universities)

## Partenaires
ANSTIA
l'Association Nationale des Services TICE et Audiovisuels de l'enseignement supérieur et de la recherche est l'association des professionnels des services d'appui à la pédagogie, des services TICE et des services audiovisuels de l'enseignement supérieur.
L’Université Numérique
L’Université Numérique est une association (loi 1901) composée de 6 universités numériques thématiques (UNT) françaises, dont la vocation est de mettre à la disposition des établissements d’enseignement supérieur (enseignants, étudiants) des ressources pédagogiques numériques pour les enseignements (classe inversée, présentiel enrichi, ressources complémentaires, formation à distance,…).
Campus Connecté
Les lieux labellisés Campus Connecté sont des espaces de travail individuels et collectifs où les jeunes peuvent suivre, près de chez eux, des formations à distance dans l'enseignement supérieur en bénéficiant d'un accompagnement de proximité. 
Digitales Académies
Le RITLES, Réseau International des Tiers Lieux d’Enseignement Supérieur permet de favoriser l’ouverture, dans les territoires, de ce type de structures et d’en favoriser le développement.
INSEP
L'INSEP et la FIED ont signé le 16 juin 2016 un accord-cadre portant sur le développement de l’enseignement universitaire à distance pour les sportifs de haut niveau.
Agence Universitaire de la Francophonie
l'Agence universitaire de la Francophonie est l'opérateur des Sommets des chefs d'Etat et de gouvernement ayant le français en partage pour l'enseignement supérieur et la recherche. 
EADTU
European Association of Distance Teaching Universities. Association européenne des universités à distance, créée comme la FIED en 1987 pour fédérer les universités européennes pratiquant de l'EAD a pour but d'informer ses partenaires sur les derniers développements dans l'enseignement supérieur européen, d'encourager les bonnes pratiques dans l'apprentissage ouvert et flexible en Europe et dans le monde, de collaborer dans la création de ressources éducatives, de s'impliquer dans des projets collaboratifs européens, etc.
EDEN
European Distance and E-Learning Network. Cette association a été créée en 1991 dans le but de favoriser les développements dans toutes les procédures ouvertes, à distance, flexible et du e-Learning, en fournissant une plate-forme communes aux régions et pays européens, afin d’assurer coopération et collaboration entre les institutions, les réseaux des entreprises et d'autres organismes de ce même domaine. 
ICDE
L'International Council for Open and Distance Education, ondée en 1938, ICDE est une organisation mondiale s'attachant à l'étude et à l'usage et au développement de nouvelles méthodologies adaptées aux technologies de l'enseignement à distance en ligne émergentes. 

## Projets
DigiTeL Pro
La crise du Covid a mobilisé les établissements d’enseignement supérieur de façon inédite pour basculer, souvent dans l’urgence vers de l’enseignement en ligne. Pour les y aider, EADTU a lancé le projet Digitel Pro (Professional Development for Digital Teaching and Learning) dont la FIED est partenaire. Le projet vise à mutualiser à l’échelle européenne les expertises pour accompagner les établissements. Les objectifs du projet sont, entre autres :
- Explorer et prévoir les besoins éducatifs du personnel enseignant et des apprenants
- Renforcer la préparation des étudiants et des enseignants à l'apprentissage numérique notamment en développant des contenus de formation
- Renforcer la capacité des universités à fournir une éducation numérique de haute qualité, inclusive et évolutive.
Parcours licence flexible
Onze universités sont investies dans le projet. Des conférences de consensus nationales seront mises en place avec l’ensemble des UFR partenaires, des sociétés savantes (Société Française de Physiologie, Société Française de Psychologie du Sport, association des chercheurs en activités physiques et sportives), des Universités Numériques Thématiques, de la FIED et de l’Association des Étudiants En Staps (ANESTAPS) dans le cadre de la coproduction des ressources. 
Passeport EAD
Étudier à distance suppose de savoir composer avec un certain nombre de contraintes mais aussi d’opportunités? Afin de préparer au mieux les étudiants tout en tenant compte de leur diversité, sept universités au sein de la FIED et quatre universités numériques thématiques se sont alliés pour développer une préparation de prérentrée à destination de tous les étudiants qui souhaitent suivre des études à distance. Pour plus d'information sur le Passeport EAD consulter le site.
ICDE OER advocacy comitee
Lors de la 27ème conférence mondiale du CIED à Toronto, en octobre 2017, ICDE a lancé un comité pour la promotion mondiale des REL, afin   de renforcer et de soutenir les chaires ICDE dans le domaine des REL. Le comité s’est réuni régulièrement durant trois ans sous la présidence de Ebba   Ossiannilsson : Consultante et vice-présidente de l'Association suédoise d'enseignement à distance (SADE), Suède. Le comité a contribué à la rédaction des recommandations de l’UNESCO sur les REL.
OP4RE
La FIED a contribué au projet Erasmus + OP4RE (Online Protcoring for Remote examination). L’objectif du projet était d’étudier les solutions d’examen télésurveillés afin d’identifier les freins et le levier et de recenser les bonnes pratiques en matière de surveillance en ligne et offrir une contribution significative dans le domaine des examens en ligne sûrs et sécurisés. Les résultats sont pertinents non seulement pour la France, mais aussi les autres pays européens.
ICDE quality focal point
ICDE a invité les institutions et associations membres à participer une réflexion globale sur la qualité de l’enseignement à distance. Le travail de concertation a permis de préparer une conférence internationale qui s’est tenue à l’UNESCO les 30 et 31 mai 2018 et un rapport de synthèse.
The Changing Pedagogical Landscape
La FIED a contribué à l’étude sur les transformations pédagogiques en Europe. L'objectif général de cette étude (2014-2015) dans le cadre de l'appel d'offres de l'UE est d'examiner dans quelle mesure les stratégies gouvernementales et les cadres réglementaires et d'accréditation, de financement, d'assurance qualité, d'évaluation et de certification de l'enseignement supérieur soutiennent ou entravent les nouveaux modes d'apprentissage, et en particulier l'utilisation accrue des technologies dans l'enseignement et l'apprentissage. 
SCORE 2020
Support Centres for Open education and MOOCS in different Regions of Europe 2020 (Score 2020) est un projet qui a permis de construire un consortium d'acteurs dans le domaine de l'éducation ouverte, en ligne et flexible. Le partenariat a permis de mettre en place des centres d'expertise pour le développement et l'utilisation des MOOC et de l'éducation ouverte.
HOME - Higher education Online: MOOCs the European way
La FIED a participé au projet HOME visant à développer et renforcer un réseau ouvert sur les MOOC. Grâce à des enquêtes successives, plusieurs publications, des activités de diffusion et des événements de mise en réseau, le projet a un impact important dans toute l'Europe et contribue fortement à l'identification d'un modèle européen de MOOC.